# Duchesse (tkanina)

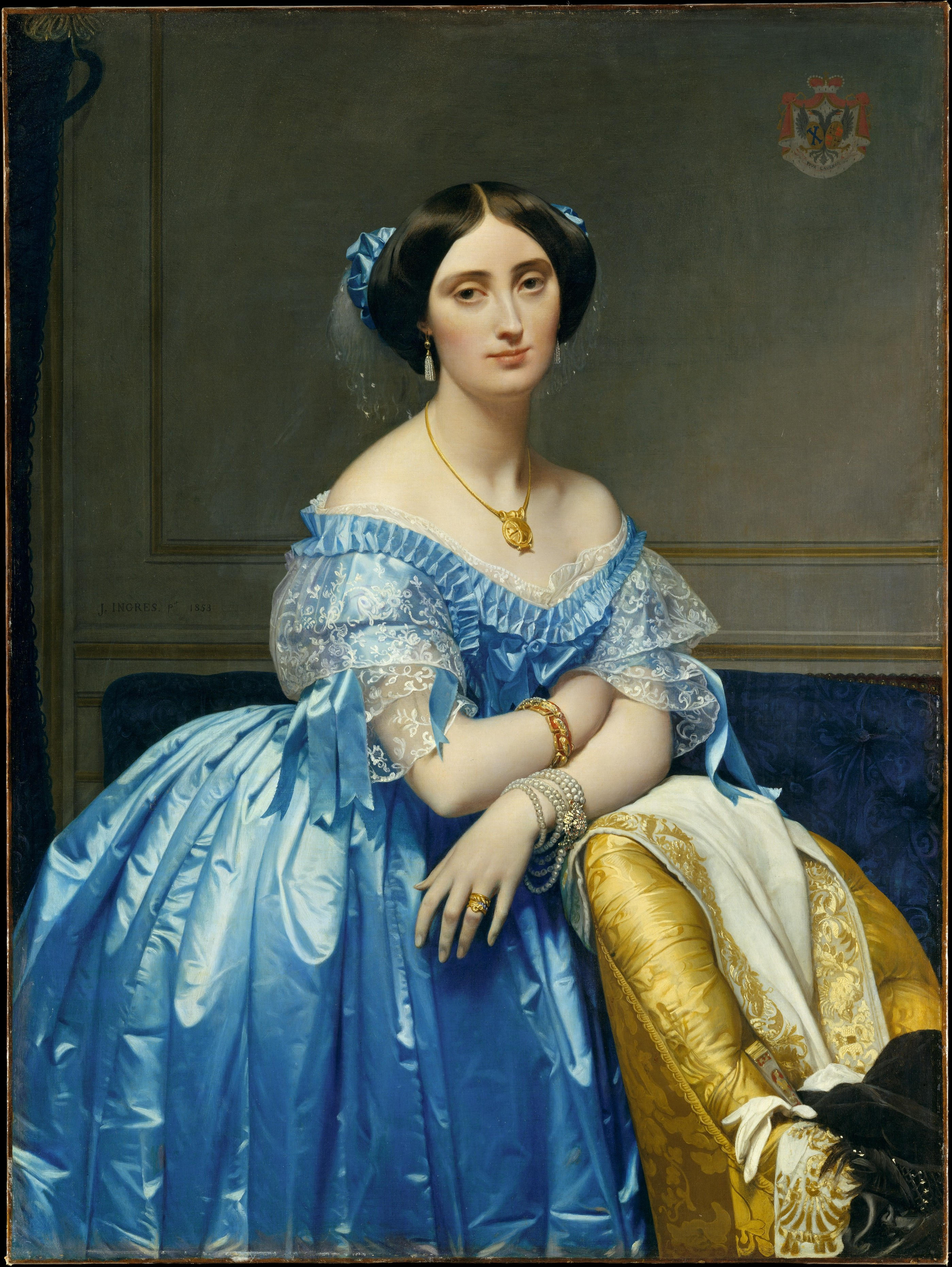
Šaty a potah křesla z duchesse (malba z roku 1853)

Duchesse (franc.: vévodkyně) je obchodní označení pro těžkou, lesklou tkaninu z hedvábí, ze směsí s hedvábím nebo ze syntetických filamentů. Hedvábné tkaniny mívají osnovu z organzínu a útek z tramy.
Lesk použitých materiálů bývá zdůrazněn tkaním v osnovní atlasové vazbě. Hmotnost tkaniny bývá 60–140 g/m2.
Použití: elegantní halenky, šaty a kostýmy ke slavnostním příležitostem.
Duchesse je také označení pro druh bruselské krajky.